# Potamothrix bedoti
Potamothrix bedoti är en ringmaskart som först beskrevs av Piquet 1913.  Potamothrix bedoti ingår i släktet Potamothrix och familjen glattmaskar. Arten är reproducerande i Sverige. Inga underarter finns listade i Catalogue of Life.